# Pitcairnrohrsänger
Der Pitcairnrohrsänger (Acrocephalus vaughani) ist ein Singvogel aus der Gattung der Rohrsänger (Acrocephalus) und der Familie der Rohrsängerartigen (Acrocephalidae).
Der Vogel ist auf den Pitcairninseln endemisch und dort der einzige Landvogel.
Der Lebensraum umfasst hauptsächlich Wald mit hohen Bäumen, aber auch Buschland und die Nähe bewohnter Orte. Freie Flächen und Klippen werden gemieden.
Das Artepitheton bezieht sich auf den britischen Commander R. E. Vaughan (1874–1937).
Früher wurde die Art als konspezifisch mit dem Hendersonrohrsänger (Acrocephalus taiti) und dem Rimatararohrsänger (Acrocephalus rimitarae) angesehen.

## Merkmale

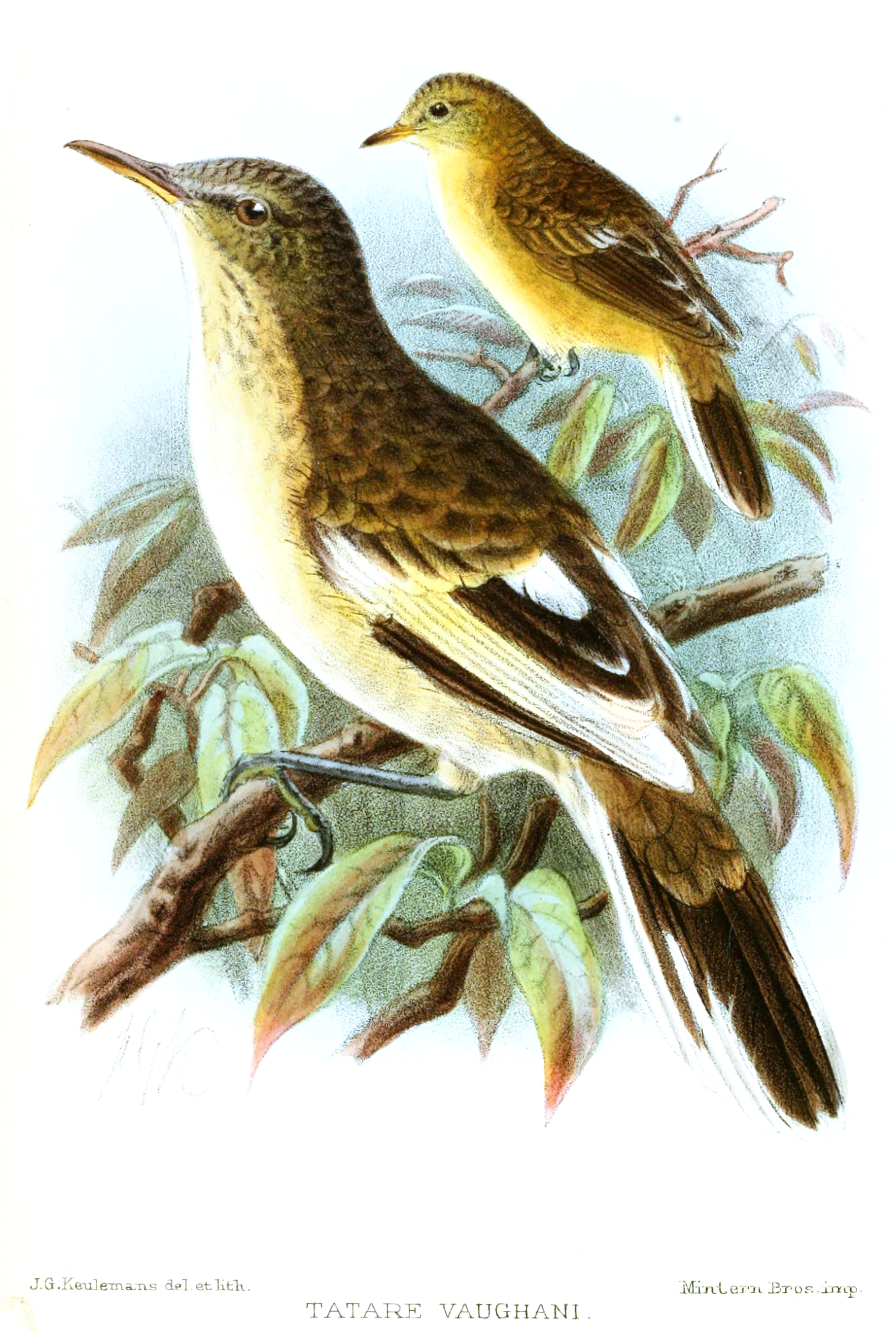
Zeichnung

Die Art ist etwa 17 cm groß, das Männchen wiegt 27, das Weibchen 22 g. Dieser Rohrsänger ist groß und hat einen relativ kurzen Schnabel, einen blassen Überaugenstreif und einen dunklen Augenstreif. Die Wangenfedern sind oliv mit helleren Spitzen, Nacken und Oberseite sind dunkel olivbraun, die Rumpffedern haben breite cremefarbene Spitzen, die Oberschwanzdecken sind gelblich-grau. Die Flügeldecken sind überwiegend weiß, die äußeren Steuerfedern sind gelblich. Kehle und Unterseite sind gelb, die Flanken etwas cremefarben, die Unterschwanzdecken weißlich bis cremefarben mit dunklen Flecken. Die Iris ist dunkel, der Oberschnabel dunkelbraun, der Unterschnabel matt bläulich bis rosafarben, die Beine sind grau. Die Geschlechter unterscheiden sich nicht. Jungvögel sind mehr rotbraun auf der Oberseite und zimtfarben auf der Unterseite.
Die Art ist monotypisch.

## Stimme
Der Ruf wird als  monotones lautes „chack, chack“ beschrieben.

## Lebensweise
Die Art ist Standvogel. Die Nahrung besteht aus Insekten, die in Bäumen und Büschen, seltener am Erdboden gesucht werden.
Die Brutzeit liegt hauptsächlich zwischen August und Januar. Das Nest besteht aus Grashalmen und Bananenfasern, ist 5–6 cm tief mit einem Durchmesser von 8–10 cm und wird in 0,5–12 m Höhe in einen Baum gehängt. Das Gelege besteht meist aus 2 Eiern, die über 14 Tage ausgebrütet werden. Die Küken werden von beiden Elternvögeln gefüttert.

## Gefährdungssituation und Bestand
Die Art wird wegen des sehr kleinen Verbreitungsgebietes von etwa 16 km² und der sinkenden Bestände von noch etwa 250 bis 2000 adulten Individuen in der Roten Liste der IUCN seit 2008 als stark gefährdet (Endangered) eingestuft. Noch 2004 wurde sie als „gefährdet“ (Vulnerable) gelistet. Als Bedrohungen werden Habitatverlust durch Abholzung des Walds zugunsten von Weideflächen für Ziegen, zugunsten von Gartenbau und zugunsten des Baus eines neuen Hafens sowie durch die Ausbreitung des invasiven, für die Honigproduktion genutzten Neophyten Syzygium jambos genannt. Außerdem fallen einige Vögel vermutlich verwilderten Hauskatzen (Felis catus) und Pazifischen Ratten (Rattus exulans) zum Opfer.